# سيفريك
حِصْنُ الرَّان أو سُوَيْرِك (بالتركية: سیوه رك/Siverek، وبالكردية: سێوەرەگ)، هي مدينة ومقاطعة في جنوب شرق تركيا، تتبع ولاية الرها. عدد السكان في المدينة 107.634 نسمة، وفي القضاء 247.000 نسمة وفقاً لتعداد عام 2000. تقع سويرك في محافظة شانلي أورفا ولكنها أقرب جغرافيًا إلى مدينة ديار بكر الكبيرة، حيث تبعد عنها بحوالي 83 كم، والتي كانت سيفريك تتبعها إدارياً إبان الإمبراطورية العثمانية.
عُرِفت سيفريك تاريخيًا في القرون الوسطى العربية وأثناء فترة الحروب العربية البيزنطية، باسم «حصن الران»، ثم تحوَّر الاسم إلى اللغة اليونانية «حصانارا Chasanara» (باليونانية: Χασαναρᾶ ) كما هو مذكور في «قائمة اسكوريال تاكتيكون Escorial Taktikon» المعروفة أيضًا بـ «تاكتيكون أويكونوميدس Taktikon Oikonomides» نسبة لمؤلفها نيكولاوس أويكونوميدس Nicolas Oikonomides، والتي تحتوي على الوظائف والأسماء والألقاب في الإمبراطورية البيزنطية. أصبحت المدينة تحت السيطرة البيزنطية في فترة ما بعد عام 956، وبحلول أوائل سبعينيات القرن التاسع أصبحت مقراً لاستراتيجوس، وهم القادة العسكريين الإغريقيين. في فترة الإمبراطورية العثمانية، كانت سويرك ضمن ولاية دياربكر، وكان يوجد بها العديد من المستوطنات المسيحية.
كما هو الحال في المناطق الأخرى من محافظة شانلي أورفا، فإن قطاع الأعمال وكذلك السياسة في سيفريك، تتحكم فيهما بل وتسيطر عليهما وبشدة، عشيرة بوجاك القوية النفوذ في المدينة، حيث أن المدينة هي مسقط رأس زعيم عشيرة بوجاك سيدات بوجاك Sedat Bucak، وهو عضو سابق في الجمعية الوطنية الكبرى (البرلمان التركي) منذ تأسيسها، حتى وقوع حادث سيارة في صوصرلق في نوفمبر 1996 وكان هو الناجي الوحيد من الحادث، الذي أدى إلى ما عُرف بفضيحة سوسورلوك والتي كشفت صلات بين الشرطة والسياسيين والمافيا التركية وتنظيم الذئاب الرمادية. في عام 2004، أُدين بالتورط في عصابة سوسورلوك الإجرامية، وألغت المحكمة حكمًا سابقاً بالبراءة، وسجن إثر الفضيحة لمدة عام واحد. كان ضحايا الحادث ثلاثة أشخاص، وهم مهرب المخدرات عبد الله جاتلي وصديقته غونشا يو، ومدير أكاديمية الشرطة في اسطنبول حسين كوجاداغ.، وقد مثّل بوجاك المنطقة في البرلمان التركي منذ تأسيسه، حتى وقوع الحادث.  
في الانتخابات المحلية في مارس 2019، تم انتخاب شهموس آيدين عمدة للمدينة، والقائم مقام الحالي هو مصطفى جيفتشلر.